# Апачево
Апа́чево (тат. Апач) — деревня в Актанышском районе  Республики Татарстан, в составе Атясевского сельского поселения.

## Этимология
Название села связано с именем основателя деревни Апаса (Аббаса) муллы Тутиева. Он будучи главой Енейской волости, подписался в коллективном письме 1728 года глав башкирских волостей императору Петру II.

## География
Деревня расположена в верховье реки Шабиз, в 37 километрах к юго-западу от села Актаныш.

## История
В 1795 году учтены 88 припущенников (из Енейской волости), в 1816 году — 104 души башкир-вотчинников мужского пола, из которых 20 семей переселили в деревню Азибей Енейской волости. 
В «Списке населенных мест по сведениям 1870 года», изданном в 1877 году, населённый пункт упомянут как деревня Апасева 1-го стана Мензелинского уезда Уфимской губернии. Располагалась при речке Шабызе, по левую сторону почтового тракта из Мензелинска в Бирск, в 35 верстах от уездного города Мензелинска и в 10 верстах от становой квартиры в деревне Поисева. В деревне, в 60 дворах жили 319 человек (161 мужчина и 158 женщин, тептяри), были мечеть, училище, 3 водяные мельницы. Жители занимались земледелием, скотоводством, пчеловодством, деланием рукавиц.

## Население
| 1795 | 1816 | 1859 | 1870 | 1884 | 1896 | 1906 | 1913 | 1926 | 1938 | 1949 | 1958 | 1970 | 1979 | 1989 | 2002 | 2010 | 2015 |
| ---- | ---- | ---- | ---- | ---- | ---- | ---- | ---- | ---- | ---- | ---- | ---- | ---- | ---- | ---- | ---- | ---- | ---- |
| 88   | 107  | 337  | 319  | 481  | 462  | 525  | 579  | 403  | 375  | 164  | 291  | 362  | 324  | 242  | 203  | 183  | 189  |

Национальный состав деревни — татары.